# Herminia virgata
Herminia virgata là một loài bướm đêm trong họ Noctuidae.